# Kartuziánský řád
Kartuziánský řád neboli kartuziáni (lat. Ordo Cartusiensis, zkratka OCart) jsou katolický mnišský polopoustevnický řád založený roku 1084 svatým Brunem (pro mnichy i mnišky) a papežem potvrzený v roce 1176. Jméno řádu a označení svých klášterů kartouza mají podle latinského názvu pohoří La Chartreuse (latinsky Cartusium) severně od Grenoblu, kde sídlí mateřský klášter nazývaný Grande Chartreuse, čili Velká kartouza. Motto kartuziánské řehole je: „Stat crux dum volvitur orbis“ (Kříž stojí, i když se svět otáčí).

## Historie

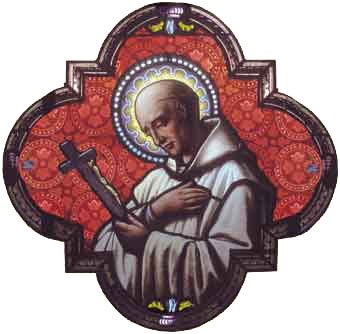
Svatý Bruno Kolínský

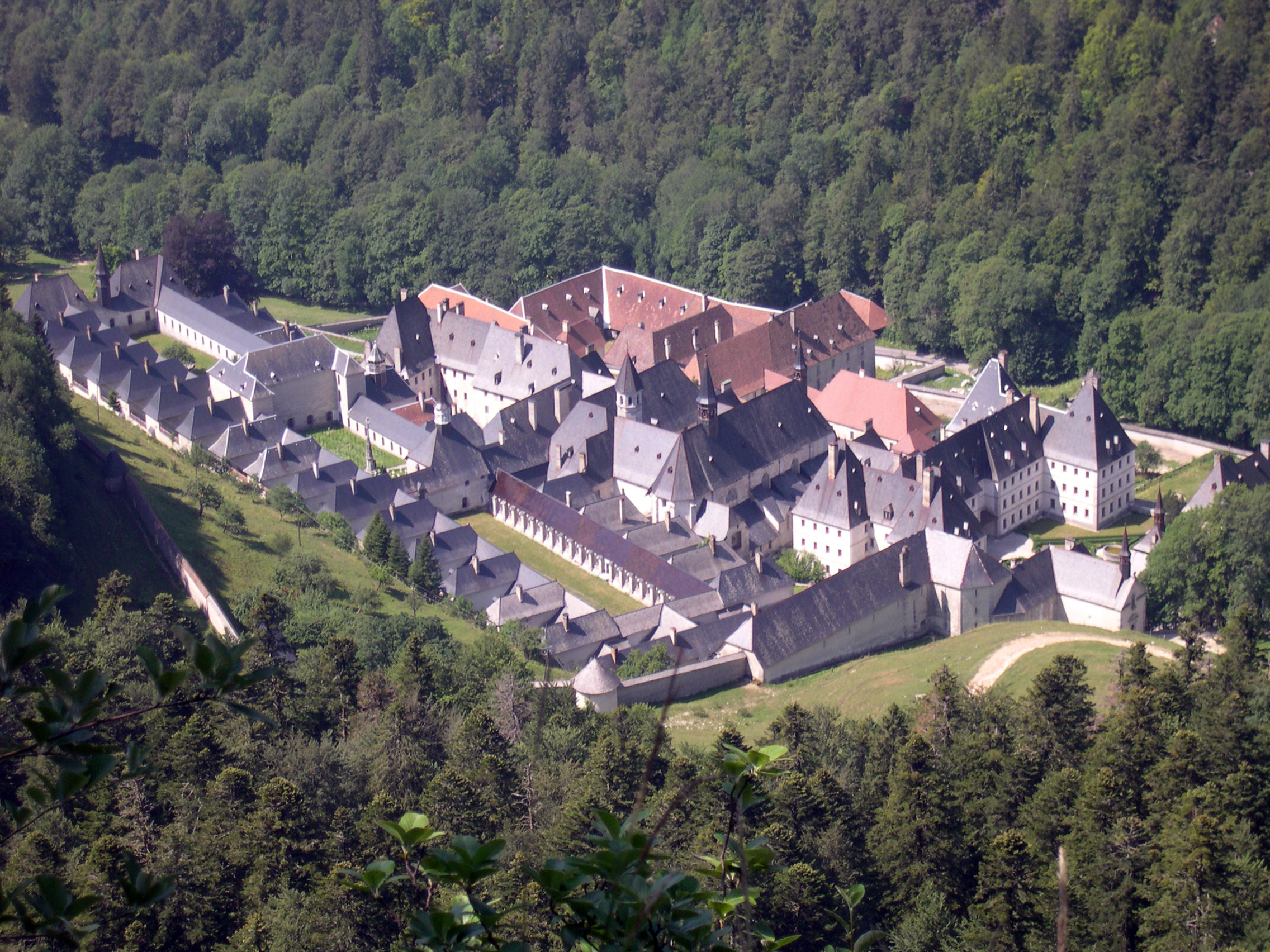
Klášter La Grande Chartreuse

Řád založil spolu se šesti společníky svatý Bruno Kolínský u Grenoblu ve Francii. V letech 1122–1127 sepsal Gvigo (pátý opat kláštera) reguli tohoto řeholního společenství. Roku 1141 se sešla generální kapitula – nejvyšší orgán kartuziánské řehole.
Na sklonku středověku z řádu vzešla řada autorů duchovních, zejména asketických spisů. Doplňující statuta z r. 1368 totiž zakázala členům řádu veřejně kázat; tehdejší převor Velké kartouzy Guido razil heslo "manibus praedicare verbum Dei, rukama [tj. psaním] kázat slovo Boží". Dílem kartuziánského mnicha (Ludolfa Saského) je mj. jedna z nejčtenějších a nejvlivnějších náboženských knih pozdního středověku, Vita Christi.
Ve 14. století přispěli kartuziánští autoři ke vzniku hnutí devotio moderna (zakladatel hnutí Geert Groote žil jistý čas v kartuziánském klášteře v Arnhemu), na začátku století 15. stanovili trevírští kartuziáni dnešní podobu růžence.
Svými kontakty s kartuziány byli do jisté míry ovlivněni i svatí jako Ignác z Loyoly nebo Tomáš Morus.
Řeholní pravidla byla pod názvem „Statuta ordinis cartusiensis a domino Guigone priore cartusie edita“ knihtiskem vydána v Basileji roku 1510. 
Řád se řídí řeholí sv. Benedikta doplněnou o ustanovení kamalduského řádu (odnož tzv. bílých benediktinů s poustevnickým způsobem života). Jejich oděvem je bílý hábit s bílým koženým řemenem, široký bílý škapulíř s kapucí a venkovní černý plášť s kapucí. Patrony řádu jsou Panna Marie a sv. Bruno.

## Významné kláštery
Z více než stovky doložených lokalit klášterů vynikají některé uměleckým ztvárněním klášterního kostela či sochařskými díly. Jsou to zejména:
- burgundská kartouza v Champmolu v Dijonu, kterou sochařskými díly proslavil Claus Sluter
- toskánská Certosa u Pavie
- levočský Institut Juraja Páleša[2], pracoviště Katolické univerzity v Ružomberku

### Zajímavost

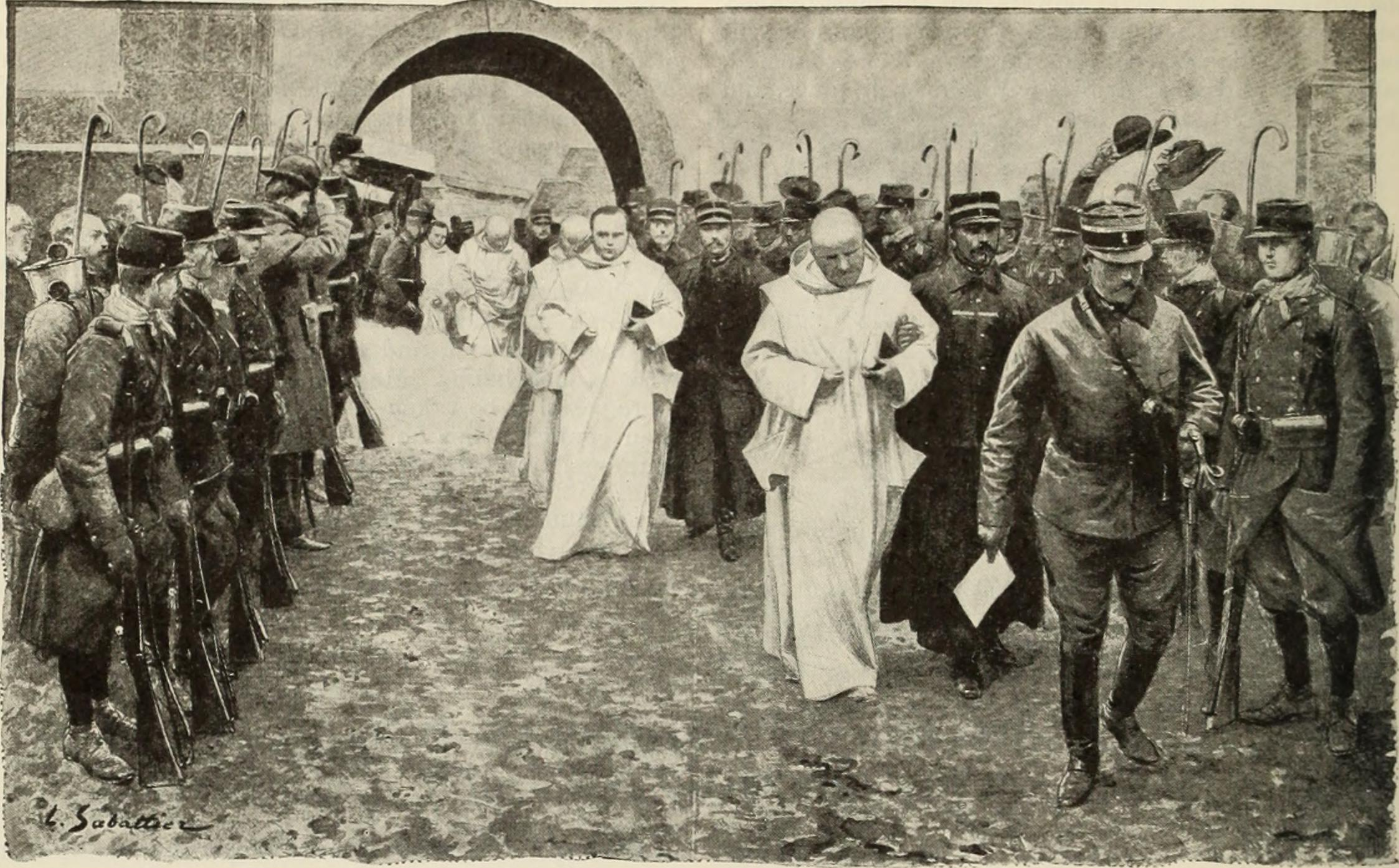
Mniši jsou vyváděni z Velké kartouzy (Francouzské vyhoštení řeholních kongregací, 1903)

Již několik staletí se v horském prostředí kartuziánského kláštera Grande Chartreuse v blízkosti Grenoblu zhotovuje známý bylinný likér Chartreuse s nezaměnitelnou hořko-sladkou chutí a vůní. Likér původně vyvinul neznámý alchymista jako "elixír dlouhého života". Mnichům dal zašifrovaný recept maršál François Annibal d'Estrées v roce 1605 a údajně jim trvalo 150 let jej rozluštit. Likér byl módním dámským pitím v 19. století, proslavil se například na rakouském císařském dvoře.

## Kartuziáni v českých zemích
Kartuziáni přišli do českých zemí roku 1342, tj. v době největšího rozmachu řádu. Zapojili se plně do mnohovrstevného duchovního a kulturního prostředí doby lucemburské. Počínaje královskou fundací Kartouzy na Smíchově, přes kartouzy v Králově Poli, ve Valdicích a vlastně i v Tržku, byly založeny v blízkosti sídelních měst fundátorů, kterým výstavba kláštera zajišťovala nejen podíl na modlitbách řeholníků, ale dodávala také patřičné náboženské a kulturní zázemí jejich rezidencím.
Postiženi nepřízní husitských válek, opustili kartuziáni Prahu, ale dokázali přivést většinu svých domů k novému rozkvětu a najít své příznivce i v měšťanském prostředí. Teprve osvícenské reformy císaře Josefa II. zlikvidovaly na Moravě a v Čechách  kartuziánskou spiritualitu definitivně.

### Kláštery v českých zemích
- Kartuziánský klášter Zahrada Panny Marie na Smíchově (1342–1419), 1. klášter kartuziánů na českém území osazený pravděpodobně mnichy z dolnorakouského kláštera Aggsbach
- Kartuziánský klášter Královo Pole (1375–1782) – slouží jako škola
- Kartuziánský klášter Hájek Panny Marie v Tržku (1378–1394), založil jej litomyšlský biskup Albert ze Šternberka nedaleko své rezidence. Kvůli právním nejasnostem však většina mnichů kolem roku 1394 z Tržku odešla a zbytek se přestěhoval do dolanského kláštera Vallis Josaphat.
- Kartuziánský klášter Vallis Josaphat v Dolanech (1388–1437)
- Kartuziánský klášter Domus Vallis Josephus v Olomouci (1443–1782)
- Kartuziánský klášter Štípa (1616–1623), na přání své zesnulé manželky Lukrécie Nekšové z Landeka založena Albrechtem z Valdštejna. Kvůli častým střetům s protestanty byla přesunuta na Valdštejnovo panství do Valdic u Jičína
- Kartuziánský klášter sv. Bruna ve Valdicích (1627–1782), založena Albrechtem z Valdštejna, v současné době slouží jako věznice

## Současnost
Kartuziánský řád má přibližně 400 členů, mužských klášterů je 18, ženských pět. Nejvíc klášterů (po pěti) se nachází ve Francii a Španělsku.
V čele kartuziánského řádu je generální kapitula, kde se scházejí každé dva roky všichni představení klášterů. Vedle generální kapituly vede řád generál, kterého volí společenstvo ve Velké Kartouze (kde vznikl kartuziánský řád), a který je přitom i její představený. Také společenstva v jednotlivých klášterech si sama volí představeného.
Kartuziáni žijí i dnes v přísné izolaci od okolního světa a jejich kláštery téměř není možné navštívit. Jedinou výjimkou, která umožňuje zájemcům dočasně žít podle pravidel kartuziánského řádu, je od r. 2001 kartouza Sélignac ve francouzském départementu Ain, obývaná pouze laickými bratry.